# Else Schürhoff
Else Schürhoff (21. Juni 1898 in Wuppertal – 17. März 1960 in Hamburg) war eine deutsche Opernsängerin der Stimmlage Alt und Gesangspädagogin. Sie war Ensemblemitglied der Bayerischen Staatsoper in München und in den Kriegs- und Nachkriegsjahren der Wiener Staatsoper.

## Leben und Werk
Sie war Schülerin des Baritons Julius von Raatz-Brockmann und arbeitete zuerst als Gesanglehrerin an der Staatlichen Akademie für Kirchen- und Schulmusik in Berlin. Sie debütierte 1928. Aus einer Liste der Universal Edition geht hervor, dass sie am 1. März 1928 in Berlin die vier Alban-Berg-Lieder op. 2 zur Aufführung brachte.
Ihre Karriere beschränkte sich im Wesentlichen, auch aufgrund der Zeitumstände, auf den deutschen Sprachraum. Drei langjährige Verpflichtungen prägten ihre Laufbahn:
- 1929 bis 1936 am Opernhaus von Hannover,
- 1937 bis 1941 an der Bayerischen Staatsoper von München und
- 1941 bis 1953 an der Wiener Staatsoper.[2]

In allen drei Häusern bewährte sie sich als Stütze des Ensembles, übernahm ebenso große wie auch mittlere und kleine Rollen. Sie stellte auch ihre Vielseitigkeit unter Beweis, trat in komischen Opern ebenso auf wie in tragischen, war im russischen Fach ebenso beheimatet wie im Mozart-Ensemble oder bei Wagner und Strauss. Zu ihren Paraderollen zählten die Marcellinen bei Mozart und Rossini, Brangäne und Meistersinger-Magdalene, die Knusperhexe und die Herodias.

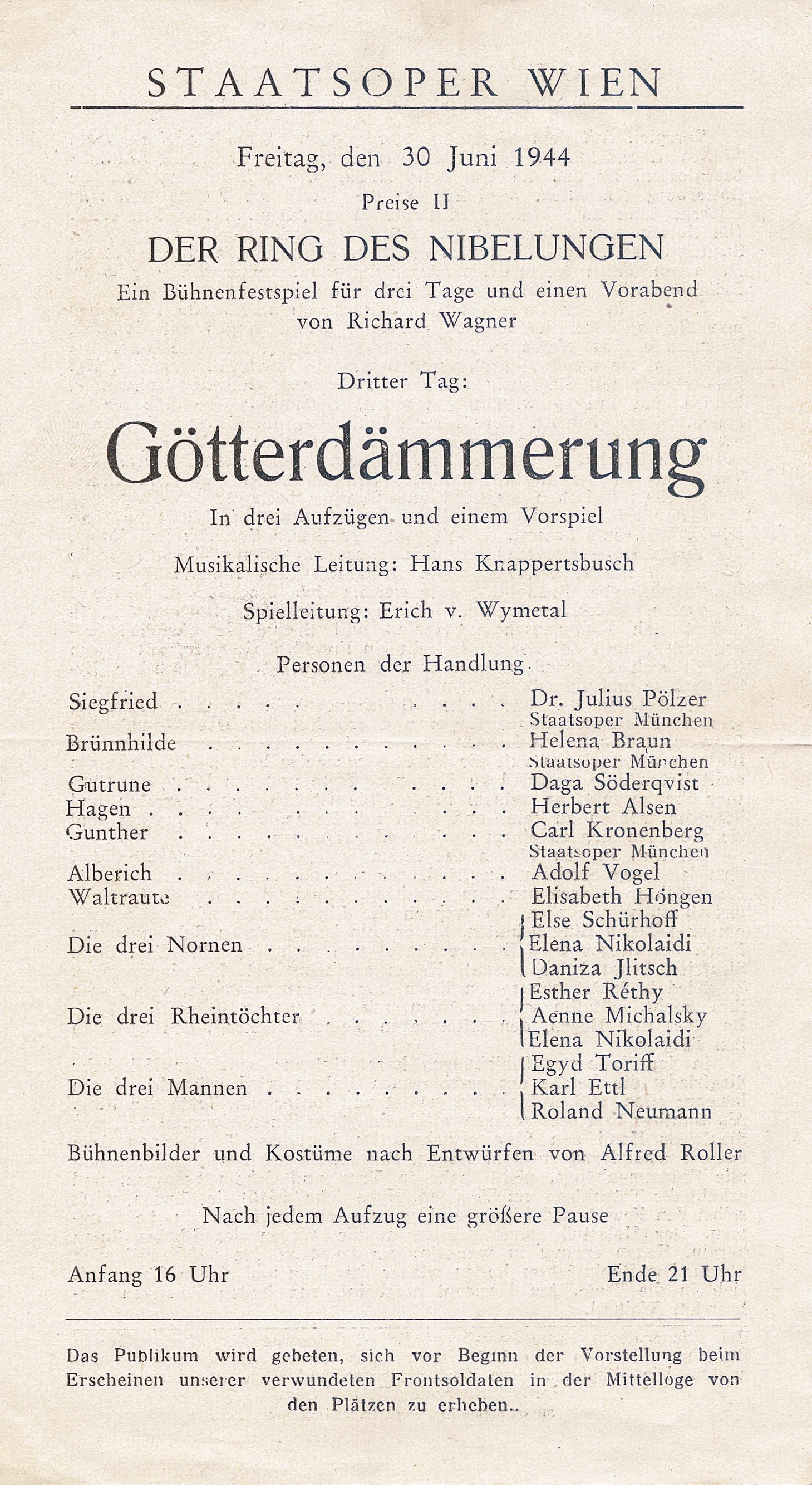
Besetzungszettel der Wiener Staatsoper

In Hannover war sie 1931 bei einer Uraufführung beteiligt und fiel 1933 als Carmela in den Juwelen der Madonna auf. An der Bayerischen Staatsoper in München war sie am 24. Juli 1938 in einer kleineren Rolle, als Frau aus dem Volke, an der Uraufführung von Friedenstag beteiligt, einer Oper von Joseph Gregor und Richard Strauss. Sie hielt sich von NS-Huldigungen weitgehend fern, doch ist ihre Teilnahme am Festkonzert zum Jahrestag der Heimkehr der Ostmark ins Reich am 13. März 1941 im Wiener Konzerthaus verbürgt. Gegeben wurde Beethovens Neunte, es dirigierte Hans Knappertsbusch. Sie war an der letzten Vorstellung der Wiener Staatsoper vor dem tragischen Bombentreffer beteiligt, der das Haus weitgehend zerstörte. Gegeben wurde am 30. Juni 1944 Wagners Götterdämmerung, sie sang eine der Nornen, die das schreckliche Schicksal von Menschheit und Göttern voraussagten. Am Ende ihres Auftritts riss das Seil des Schicksals: „Zu End’ ewiges Wissen! Der Welt melden Weise nichts mehr.“ Schürhoff stand 1944 auf der Gottbegnadeten-Liste.
Im Wien der Jahre nach dem Untergang des NS-Regimes war sie in zumindest in zwei Wagner-Premieren besetzt, 1946 als Schwertleite, 1947 als Mary. In diesen Jahren sang sie überwiegend unter der Leitung von Dirigenten, die sie bereits aus der NS-Zeit kannte (Böhm, Karajan, Knappertsbusch, Krauss), fallweise auch unter Stabführung von Heimkehrern und Überlebenden – wie Otto Klemperer oder Josef Krips. Nach dem Ende ihres Wiener Ensemblevertrages war sie 1954–56 als erste Altistin an der Staatsoper Hamburg tätig, trat aber weiterhin in Wien und Hannover auf.
Else Schürhoff, Tochter von Otto und Adele Schürhoff und jüngere Schwester von Johanna Brauweiler, war mit dem Schauspieler und Theaterregisseur Max Walter Sieg (1904–1968) verheiratet. Das Paar hatte eine Tochter, Ursula Sieg, die Schauspielerin und Synchronsprecherin wurde.

## Rollen

### Uraufführungen
- 1931: Der Freikorporal von Georg Vollerthun, Opernhaus Hannover
- 1938: Friedenstag von Joseph Gregor und Richard Strauss, Bayerische Staatsoper

### Repertoire (Auswahl)
Das Rollenverzeichnis wurde aufgrund des Online-Archivs der Wiener Staatsoper erstellt, welches jedoch erst ab 1955 vollständig ist.
| Mascagni: - Lucia in Cavalleria rusticana Menotti: - Mutter in The Consul Mozart: - Marcellina in Die Hochzeit des Figaro - Dritte Dame in Die Zauberflöte Puccini: - Ein Hirt in Tosca - Suzuki in Madama Butterfly - Zita in Gianni Schicchi Smetana: - Ludmila/Kathinka/Katinka und Háta/Agnes in Die verkaufte Braut Johann Strauß: - Czipra in Der Zigeunerbaron Richard Strauss: - Page der Herodias in Salome - Klytämnestra und Aufseherin in Elektra - Annina in Der Rosenkavalier - Dryade in Ariadne auf Naxos - Gaea in Daphne |  | Tschaikowski: - Filipjewna in Eugen Onegin - Gouvernante, Daphnis und Polina in Pique Dame Verdi: - Giovanna und Maddalena in Rigoletto - Azucena in Der Troubadour - Annina in La traviata - Ulrica in Ein Maskenball - Prinzessin Eboli in Don Carlos - Amneris in Aida - Emilia in Otello - Mrs. Quickly in Falstaff Wagner: - Mary in Der fliegende Holländer - Brangäne in Tristan und Isolde - Magdalene in Die Meistersinger von Nürnberg - Fricka, Erda und Flosshilde in Das Rheingold - Fricka, Roßweiße, Schwertleite und Siegrune in Die Walküre - Erda in Siegfried - Erste Norn und Flosshilde in Götterdämmerung - Stimme von oben und Blumenmädchen in Parsifal |

## Tondokumente (Auswahl)
Messen
- Beethoven: Missa solemnis (op. 123, D-Dur), Wiener Symphoniker, Wiener Akademiechor, Dirigent: Otto Klemperer, mit Erich Majkut, Else Schürhoff, Ilona Steingruber und Otto Wiener.

Operngesamtaufnahmen
- Engelbert Humperdinck: Hänsel und Gretel, Philharmonia Orchestra, Choirs of Loughton High School for Girls & Bancroft’s School; Dirigent: Herbert von Karajan, mit Elisabeth Grümmer und Elisabeth Schwarzkopf in den Titelpartien, Josef Metternich (Peter), Maria von Ilosvay (Gertrud), Else Schürhoff (Knusperhexe) und Anny Felbermayer (Sandmännchen und Taumännchen), EMI 769 293, London 1953
- Mozart: Die Zauberflöte, Dirigent: Herbert von Karajan
- Richard Strauss: Salome, Dirigent: Clemens Krauss, mit Christel Goltz (Salome), Julius Patzak (Herodes), Margareta Kenney (Herodias), Hans Braun (Jochanaan), Else Schürhoff (Page der  Herodias) sowie Walter Berry, Rudolf Christ und Anton Dermota, Naxos 1954
- Wagner: Die Meistersinger von Nürnberg,

1. Gesamtaufnahme 1944, erschienen 2000 bei Preiser, Wiener Philharmoniker, Wiener Staatsopernchor, Dirigent: Karl Böhm, mit Paul Schöffler (Hans Sachs), Herbert Alsen (Pogner), Anton Dermota (Vogelgesang), Viktor Madin (Nachtigall/Nachtwächter), Fritz Krenn (Kothner), Erich Kunz (Beckmesser), Georg Maikl (Zorn), William Wernigk (Moser), Alfred Muzzarelli (Ortel), Josef Witt (Eißlinger), Alfred Jerger (Schwarz), Marjan Rus (Foltz), August Seider (Stolzing), Peter Klein (David), Irmgard Seefried (Eva) und Else Schürhoff (Magdalene), Decca, Wien 1950/51
2. Gesamtaufnahme 1950/51: Wiener Philharmoniker, Wiener Staatsopernchor, Dirigent: Hans Knappertsbusch, mit Paul Schöffler, Otto Edelmann (Pogner), Alfred Poell (Kothner), Karl Dönch (Beckmesser), Günther Treptow (Stolzing), Anton Dermota (David), Hilde Güden (Eva) und Else Schürhoff (Magdalene), Decca, Wien 1950/51